# Ferrari 312 S

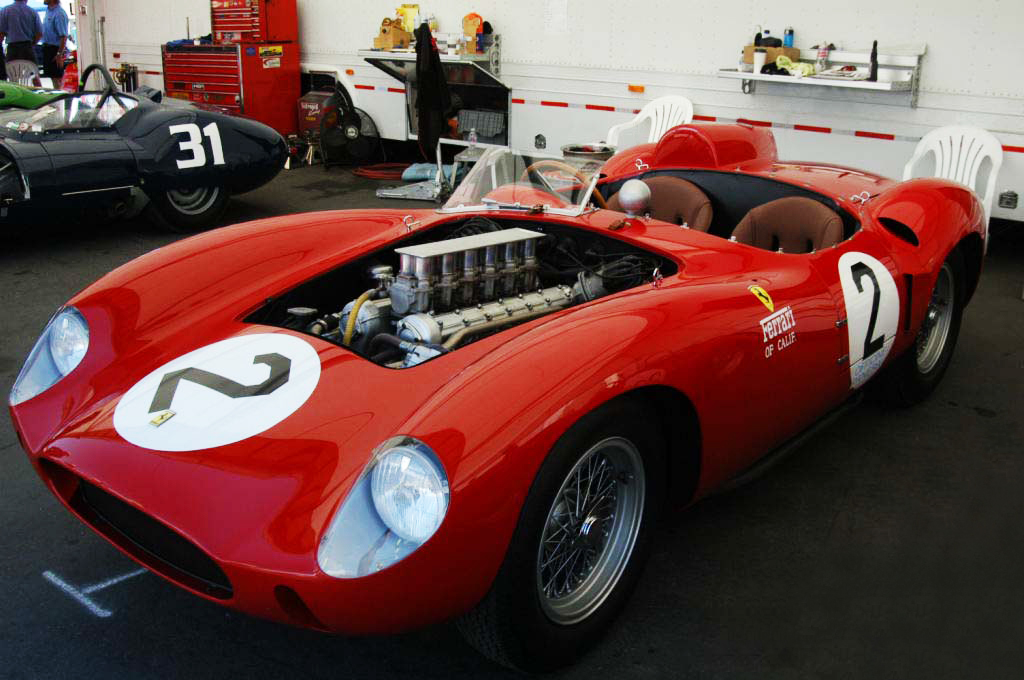
Ferrari 312 S, hier schon umgebaut zum 412 S (mit dem Tipo 141 4,0-Liter-V12-Motor)

Der Ferrari 312 S war ein Rennwagen der Scuderia Ferrari, der 1958 als Einzelstück und Prototyp gebaut wurde. Der Wagen wurde später modifiziert und bekam die Bezeichnung Ferrari 412 S.

## Geschichte des 312 S
Der einzige jemals gefertigte 312 S war ein experimenteller Sportwagen-Prototyp. Er hatte die Fahrgestellnummer s/n 0744 (Chassisdesigntyp 524). Der Wagen wurde entwickelt, um die die nach dem schweren Unfall bei der Mille Miglia 1957 eingeführte 3,0-Liter-Begrenzung des Hubraums zu erfüllen.

### Motor
Der 312 S wurde von einem neuen, von Vittorio Jano entwickelten 3,0-Liter-V12-Motor mit zwei obenliegenden Nockenwellen pro Zylinderbank angetrieben. Die interne Bezeichnung des Motors lautete Tipo 142.
Die Abmessungen (wie Bohrung und Hub) des Tipo 142  glichen annähernd denen des ‚alten‘ 250 Colombo-Motors. Der Hubraum betrug 2953,21 cm³. Die maximale Leistung lag aber mit 320 PS (235 kW) bei 8400/min  höher als die des 250 TR (300 PS (221 kW) bei 7200/min) mit dem Colombo-Motor. Das Gemisch bereiteten sechs Vergaser Weber 42DCN auf. Der Motor hatte eine Zündkerze pro Zylinder und Magnetzündung. 

### Rahmen und Fahrwerk
Der Wagen hat einen Stahlrohrrahmen, der als Tipo 524‘ (ital.: „Prova“) bezeichnet wurde. Das Getriebe ist vor der Hinterachse zusammen mit dem Differenzial eingebaut. Die Vorderräder sind einzeln an je zwei verschieden langen Dreiecksquerlenkern mit Schraubenfedern und Teleskopstoßdämpfern aufgehängt. Die Lenkung arbeitet mit Schnecke und Zahnradsektor. Die Hinterachse war eine an doppelten Längslenkern geführte De-Dion-Achse mit Querblattfeder, Teleskopstoßdämpfern und Querstabilisator. Das komplette Auto wog 750 kg, während das Gewicht des 250 TR noch 800 kg betrug.

### Rennhistorie
Das einzige Rennen, bei dem der 312 S gefahren wurde, war der Grand Prix für Sportwagen in Spa-Francorchamps am 18. Mai 1958. Olivier Gendebien musste bereits in der vierten Runde wegen Problemen mit dem Getriebe aufgeben. Nach diesem Rennen wurde der Wagen zurück ins Werk gebracht, modifiziert und anschließend in „412 S“ umbenannt.

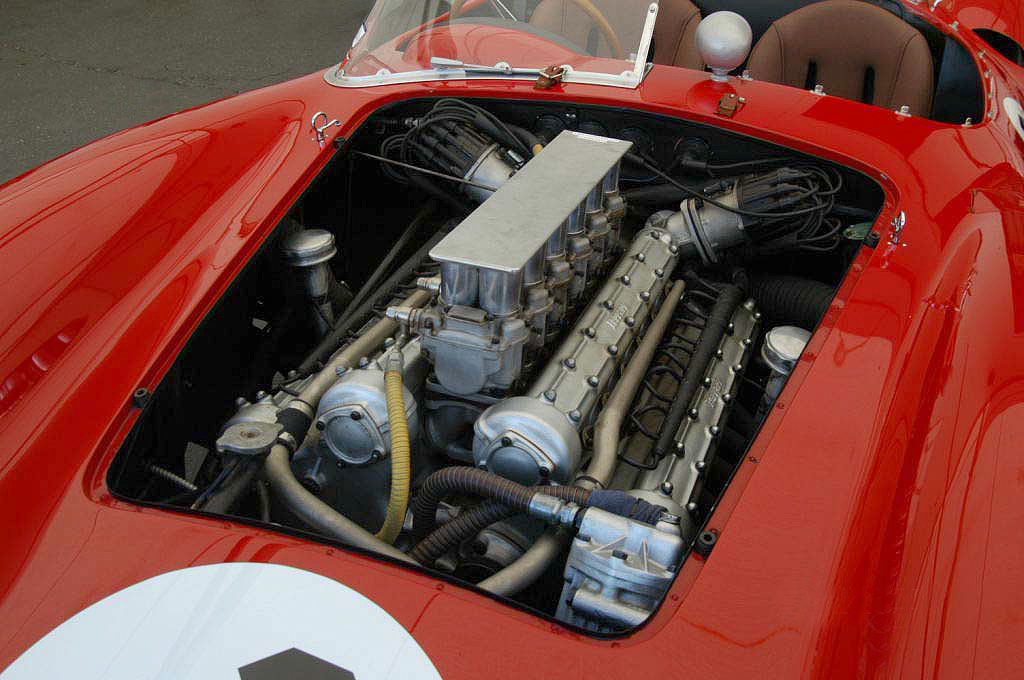
Motor des 412 S

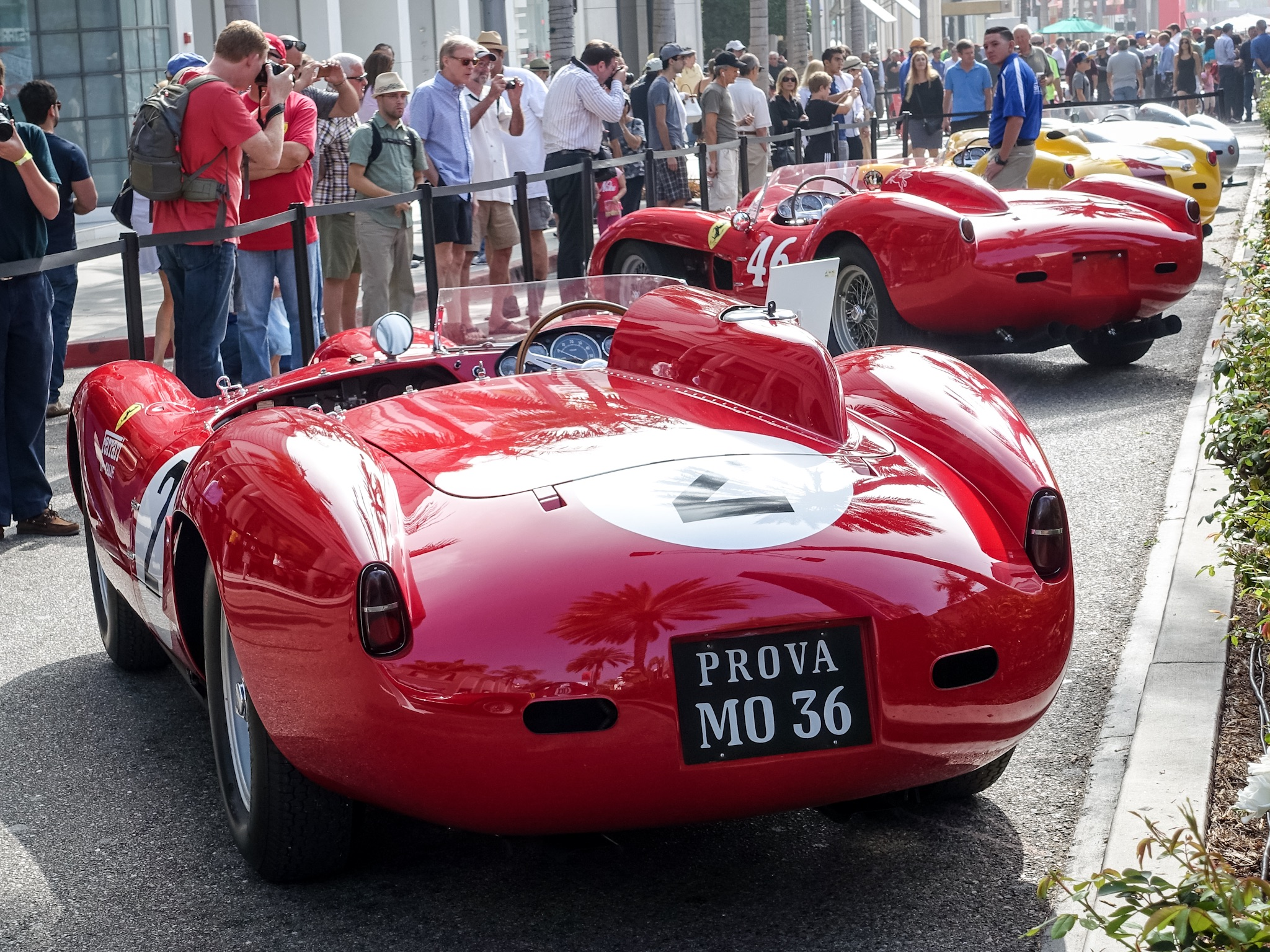
Im Vordergrund der 1958er Ferrari 412 S „Monza“ s/n 0744, dahinter zum Vergleich ein 250 Testa Rossa

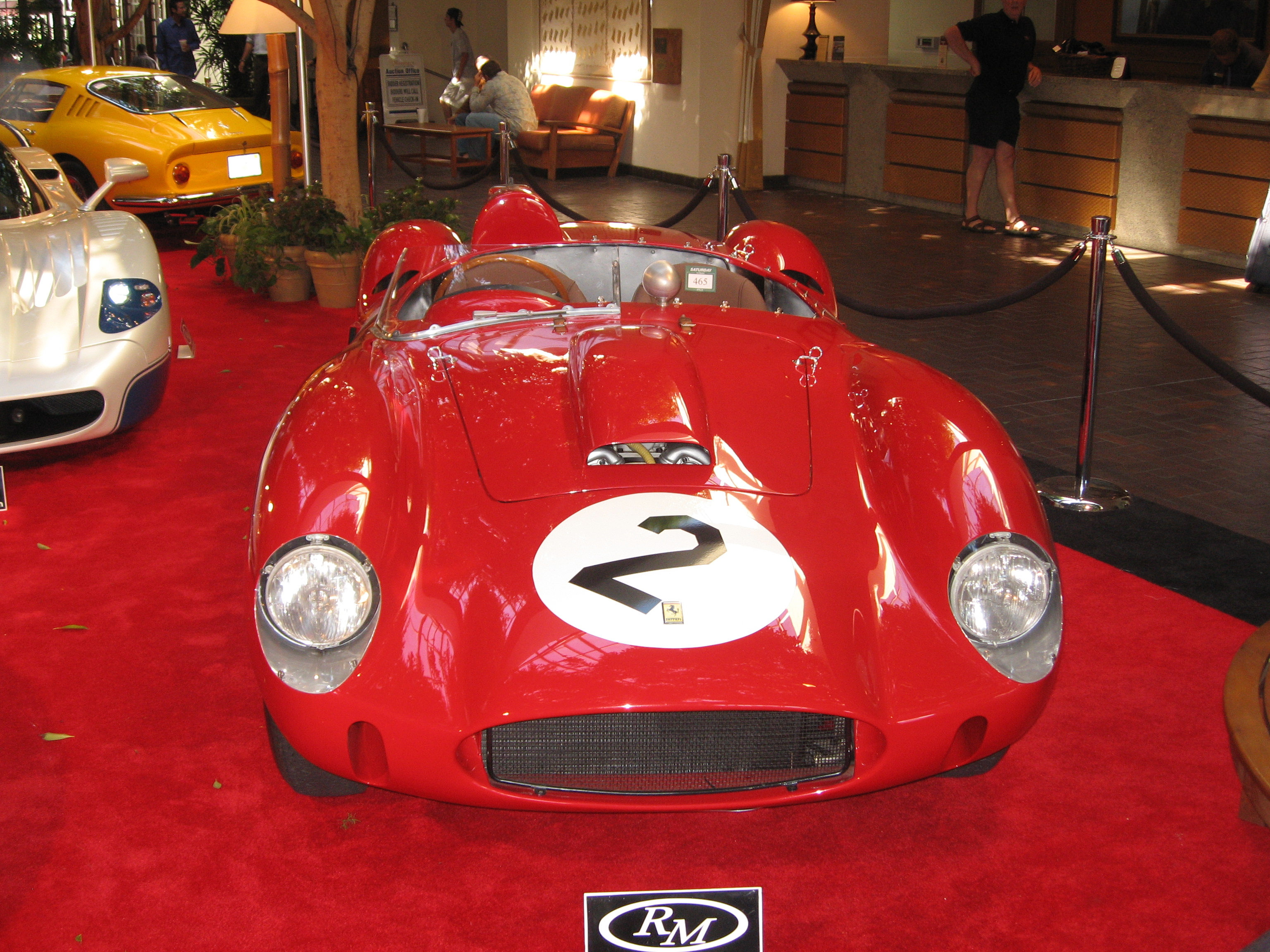
Ferrari 412 S während der Versteigerung bei RM Sotheby’s

### Umbau zum 412 S
Der einzige Ferrari 412 S wurde aus dem experimentellen Chassis des 312 S in Kombination mit dem Motor entwickelt, der vorher im Ferrari 412 MI eingesetzt war. Das Auto behielt die Chassis-Nr. (s/n 0744) seines Vorgängers. Die Karosserie wurde (wie schon beim 312 S) von der Carrozzeria Scaglietti entworfen und gebaut. Der installierte Motor war der Tipo 141 mit zwei obenliegenden Nockenwellen, wie er im Juni 1958 im 412 MI-Monoposto bei den 500 Meilen von Monza eingesetzt worden war. Aus diesem Grund wird das Auto fälschlicherweise manchmal auch als 412 MI bezeichnet. Der Motor wurde noch früher im Ferrari 335 S von Alfonso de Portago, mit dem er 1957  bei der Mille Miglia verunglückte, eingesetzt.
Der von Vittorio Jano entworfenen Motor Tipo 141 ist ein 4,0-Liter-V12-Motor mit zwei obenliegenden Nockenwellen pro Zylinderbank sowie zwei Ventilen und zwei Zündkerzen pro Zylinder. Der Hubraum beträgt 4023,32 cm³, die Verdichtung 9,9 : 1. Die maximale Leistung liegt bei 432 PS (318 kW) bei 8000/min. Das Gemisch wird von sechs Vergasern Weber 42DCN aufbereitet. Das Fassungsvermögen des Kraftstofftanks wurde von 130 Liter auf 196 Liter erhöht.
Die Aufhängung der Räder unterscheidet sich nur geringfügig vom Vorgängermodell: der 412 S war mit hydraulischen Dämpfern ausgestattet, und 1959 wurden die Trommelbremsen durch Scheibenbremsen ersetzt. Der 412 S war einer der ersten Ferraris mit dieser Verbesserung.

## Technische Informationen / Übersicht / Vergleich 312 S vs. 412 S
In seiner Eigenschaft als Prototyp und Experimentalfahrzeug wurden an diesem Ferrari sowohl als 312 S wie auch als 412 S verschiedene Systeme wie zum Beispiel Aufhängungskomponenten und Bremsen ausprobiert (ital.: „Prova“).
|                           | Ferrari 312 S                                                                                | Ferrari 412 S                                                                                     |
| ------------------------- | -------------------------------------------------------------------------------------------- | ------------------------------------------------------------------------------------------------- |
| Motor                     | 60°-V12-Ottomotor Tipo 157 vorn längs eingebaut, Zylinderköpfe und Motorblock aus Aluminium  | 60°-V12-Ottomotor Tipo 157 vorn längs eingebaut, Zylinderköpfe und Motorblock aus Aluminium       |
| Hubraum                   | 2953 cm³                                                                                     | 4023 cm³                                                                                          |
| Bohrung × Hub             | 73 × 58,8 mm                                                                                 | 77 × 72 mm                                                                                        |
| Verdichtungsverhältnis    | 9,4 : 1                                                                                      | 9,9 : 1                                                                                           |
| Leistung bei 1/min        | 320 PS (235 kW) bei 8400/min                                                                 | 432 PS (318 kW) bei 8000/min                                                                      |
| Spezifische Leistung:     | 108 PS/l (79,4 kW·dm−3)                                                                      | 107 PS/l (78,7 kW·dm−3)                                                                           |
| Ventilsteuerung           | Zwei obenliegende Nockenwellen pro Zylinderreihe mit zwei Ventilen pro Zylinder              | Zwei obenliegende Nockenwellen pro Zylinderreihe mit zwei Ventilen pro Zylinder                   |
| Gemischaufbereitung       | sechs Vergaser Weber 42 DCN                                                                  | sechs Vergaser Weber 42 DCN                                                                       |
| Zündung                   | Eine Zündkerze pro Zylinder, zwei Zündspulen                                                 | Doppelzündkerzen pro Zylinder, zwei Zündspulen                                                    |
| Kühlung                   | Wasser                                                                                       | Wasser                                                                                            |
| Getriebe                  | 4-Gang-Getriebe mit Rückwärtsgang (Hinterradantrieb)                                         | 4-Gang-Getriebe mit Rückwärtsgang (Hinterradantrieb)                                              |
| Bremsen                   | Trommelbremsen an allen Rädern                                                               | Trommelbremsen (ab 1959 Scheibenbremsen) an allen Rädern                                          |
| Radaufhängung vorn        | Einzelradaufhängung mit verschieden langen Querlenkern, Schraubenfedern mit Teleskopdämpfern | Einzelradaufhängung mit verschieden langen Querlenkern, Schraubenfedern, hydraulische Stoßdämpfer |
| Radaufhängung hinten      | De-Dion-Achse, doppelte Längslenker, Blattfeder quer, Teleskopdämpfer, Querstabilisator      | De-Dion-Achse, doppelte Längslenker, Blattfeder quer, hydraulische Stoßdämpfer                    |
| Karosserie und Rahmen     | Aluminiumkarosserie, Stahlrohrrahmen                                                         | Aluminiumkarosserie, Stahlrohrrahmen                                                              |
| Radstand                  | 2350 mm                                                                                      | 2350 mm                                                                                           |
| Spurweite vorne / hinten  | 1328 mm / 1310 mm                                                                            | 1328 mm / 1310 mm                                                                                 |
| Reifengröße Vorne         | 6.00 × 16 in                                                                                 | 6.00 × 16 in                                                                                      |
| Reifengröße Hinten        | 7.00 × 16 in                                                                                 | 7.00 × 16 in                                                                                      |
| Maße L × B × H (mm)       | unbekannt                                                                                    | 4204 mm × 1651 mm × 1041 mm                                                                       |
| Leergewicht (ohne Fahrer) | 750 kg                                                                                       | 880 kg                                                                                            |
| Tankinhalt                | 130 Liter                                                                                    | 196 Liter                                                                                         |
| Höchstgeschwindigkeit     | 280 km/h                                                                                     | unbekannt                                                                                         |
| Leistungsgewicht          | 0,427 PS·kg−1 (314 W·kg−1)                                                                   | 0,49 PS·kg−1 (361 W·kg−1)                                                                         |